# Soğukpınar, Karlıova
Soğukpınar là một xã thuộc huyện Karlıova, tỉnh Bingöl, Thổ Nhĩ Kỳ. Dân số thời điểm năm 2010 là 73 người.